# Ministero dello sport (Francia)
Il Ministero dello sport (in francese Ministère des Sports) è un dicastero del governo francese responsabile della politica sportiva e dello sport in generale. Ha avuto diversi stati, e denominazioni ed è stato sotto la tutela di vari ministeri dalla sua creazione nel 1936, essendo raggruppato con altri più o meno correlati.
Dal maggio 2017 il governo ha affidato la gioventù, nonché l'educazione popolare e la vita associativa al Ministero della pubblica istruzione.

## Storia
Dopo aver avuto, dal 1921 al 1936, la forma di un sottosegretario di Stato per l'educazione fisica, divenne sotto il Fronte Popolare un sottosegretariato di Stato per l'organizzazione dello sport e del tempo libero, affidato a Léo Lagrange rimanendo tale fino al 1938.
Il primo membro di un governo, nominato responsabile della gioventù e dello sport, è Andrée Viénot, sottosegretario di Stato, dal 1946 al 1948. Dalla sua creazione fino al 2009, la gioventù è molto spesso legata alla politica dello sport. Questo incarico continuò poi in tutta la Quarta Repubblica sotto vari nomi (come la Direzione generale della gioventù e dello sport) ad eccezione di alcuni brevi periodi di assenza: 1947-1948 e 1953-1954. La funzione scompare in quanto tale dal governo dal 1958 al 1963 a beneficio di un'alta commissione.
Il primo ministero incaricato della gioventù e dello sport sotto la Quinta Repubblica fu creato sotto forma di segretariato di Stato nel governo Pompidou II nel 1963, trasformando l'alta commissione affidata all'alpinista Maurice Herzog. Diventa un vero e proprio ministero per la prima volta nel governo successivo nel 1966 e François Missoffe è il primo ministro della Gioventù e dello Sport. Successivamente ha assunto la sua funzione in un segretario di Stato presso il Primo ministro dal 1968 al 1974, poi nel ministro della pubblica istruzione nel 1974 e nel ministro della qualità della vita dal 1974 al 1977, ha operato senza un ministero proprio dal 1977 al 1978. Divenne di nuovo un ministero proprio nel terzo governo di Raymond Barre dal 1978 al 1981, poi un ministero delegato al Ministero del tempo libero nei governi di Pierre Mauroy dal 1981 al 1984, e poi senza un ministero proprio dal 1984 al 1986. Dal 1986 al 1988 assume la sua funzione in un segretario di Stato presso il Primo Ministro. Con il ritorno al potere della sinistra, le competenze sulla gioventù e lo sport sono combinate con quelle della Pubblica Istruzione in un grande ministero statale affidato a Lionel Jospin nei governi di Michel Rocard dal 1988 al 1991, la gioventù e lo sport diventano una segreteria di stato. Ancora una volta è un vero e proprio ministero dal 1991 al 1995 e dal 1997 al 2007. Nel frattempo, nel secondo governo di Alain Juppé, dal 1995 al 1997, diventa un ministero delegato al Primo Ministro. Nel 2004 assume il titolo di Ministero della gioventù, dello sport e della vita associativa. Insieme forma un vero e proprio ministero affidato a Jean-François Lamour.
A partire dalla composizione del governo Fillon I del 18 maggio 2007, la gioventù e lo sport sono raggruppati nel Ministero della salute, della gioventù e dello sport, sotto la responsabilità di Roselyne Bachelot. Prende la forma di una segreteria di stato per la gioventù e lo sport con lo stesso ministero nel governo Fillon II dal 19 giugno 2007 al 13 novembre 2010. Il ministero è sotto la responsabilità di Bernard Laporte, che ha assunto l'incarico il 22 ottobre 2007.
Con la nomina dell'alto commissario per la gioventù Martin Hirsch, il 12 gennaio 2009, lo sport è separato dalla gioventù e dalla vita associativa e rimane sotto la responsabilità di Rama Yade, segretario di Stato per lo sport e di Roselyne Bachelot ministro della salute e dello sport.
Dopo la formazione del governo Fillon III, lo sport diventa un vero e proprio ministero (affidato a Chantal Jouanno), mentre la gioventù e la vita associativa assumono la forma di un segretariato di Stato presso il Ministero della pubblica istruzione, della gioventù e della vita associativa.
Sotto la presidenza di François Hollande, il ministero è inizialmente affidato a Valérie Fourneyron ministro dello sport, della gioventù, dell'educazione popolare e della vita associativa nei governi di Jean-Marc Ayrault. Nel primo governo di Manuel Valls, Najat Vallaud-Belkacem è nominata Ministro dei diritti della donna, della città, della gioventù e dello sport. Viene sostituita da Patrick Kanner, ad eccezione del portafoglio dei diritti delle donne, nei governi Valls I e Cazeneuve.
Il 17 maggio 2017, Laura Flessel è diventata a capo di un vero e proprio ministero dello sport dedicato esclusivamente alla politica sportiva nei governi Philippe I e II, sotto la presidenza di Emmanuel Macron. Viene sostituita da Roxana Maracineanu il 4 settembre 2018, dopo le sue dimissioni.